# ケプラー33
ケプラー33(英語:Kepler-33)とは、こと座の方向にある太陽に似た恒星である。2012年に5つの太陽系外惑星が発見された。

## 概要
| 太陽 | ケプラー33 |
| ---- | ---------- |
| 太陽 | Exoplanet  |

ケプラー33は、太陽の1.615倍の半径と1.164倍の質量を持つ太陽より大きな恒星である。主系列星の段階に入っており、スペクトル分類は恐らくG型である。恒星までの距離は知られていない。

## 惑星系
ケプラー33には、2016年現在、2012年1月26日に発表された5個の太陽系外惑星が発見されている。惑星が6個以上ある惑星系はケプラー11とグリーゼ581、HD 40307の6個、ケプラー90とグリーゼ892、TRAPPIST-1の7個そしてHD 10180の9個（うち7個が承認済み）だけである。
ケプラー33の惑星の物理的特徴は半径のみしか知られていない。このため、惑星の種類などは半径に基づき推定するしかない。地球半径の1.74倍であるbはスーパー・アースもしくはホット・ネプチューン、3.2～5.35倍である残りの4個は全てホット・ネプチューンである可能性がある。
bとcは7:3の軌道共鳴をしている可能性があり、0.05日の食い違いがある。cとdは5:3の軌道共鳴をしている可能性があり、0.18日の食い違いがある。d:e=3:2、e:f=4:3という共鳴軌道も考えられるが、ずれが大きい。
| 名称 （恒星に近い順） | 質量 | 軌道長半径 （天文単位） | 公転周期 (日) | 軌道離心率 | 軌道傾斜角 | 半径    |
| --------------------- | ---- | ----------------------- | ------------- | ---------- | ---------- | ------- |
| b                     | —    | 0.0677                  | 5.66793       | 0          | 86.39°     | 1.74 R⊕ |
| c                     | —    | 0.1189                  | 13.17562      | 0          | 88.19°     | 3.2 R⊕  |
| d                     | —    | 0.1662                  | 21.77596      | 0          | 88.71°     | 5.35 R⊕ |
| e                     | —    | 0.2138                  | 31.7844       | 0          | 88.94°     | 4.02 R⊕ |
| f                     | —    | 0.2535                  | 41.02902      | 0          | 89.17°     | 4.46 R⊕ |